# Bandello Bandelli
Bandello Bandelli (Lucca, 1350 circa – Costanza, ottobre 1416) è stato un cardinale italiano.

## Biografia
Laureto in utroque iure nel 1388, fu nominato collettore apostolico in Toscana e nel ducato di Spoleto.
Il 16 settembre 1387 fu nominato vescovo di Città di Castello ed il 2 giugno 1388 nunzio apostolico in Germania e Boemia. Come vescovo di Città di Castello affronta una vertenza sulla giurisdizione con l'abate del monastero di Sansepolcro, riguardo a motivi di giurisdizione sul Borgo, per sostenere le quali dovette anche farsi prestare dal Comune 200 fiorini d'oro; una transazione fra il suo predecessore Buccio e l'abate fu annullata; papa Bonifacio IX peraltro, con breve del 1401, esentò l'abate dalla giurisdizione del vescovo di Città di Castello; tale esenzione fu confermata nel 1404 da Innocenzo VII, nonostante che il Bandelli avesse cercato di appellarsi contro la decisione.
Il 14 maggio 1407 fu trasferito alla sede di Rimini.
Fu creato cardinale presbitero da papa Gregorio XII, con il titolo di Santa Balbina, nel concistoro del 19 settembre 1408, mantenendo in amministrazione la sede di Rimini fino alla morte.
Legato di Gregorio XII nel territorio veneziano e in Romagna, il 6 gennaio 1413 accolse nella cattedrale di Rimini il papa in fuga ed in cerca della protezione di Carlo Malatesta.
Partecipò al concilio di Costanza e morì durante la sua celebrazione nell'ottobre 1416.